# Microtragus cristulatus
Microtragus cristulatus är en skalbaggsart som beskrevs av Aurivillius 1917. Microtragus cristulatus ingår i släktet Microtragus och familjen långhorningar. Inga underarter finns listade i Catalogue of Life.